# Palazzo Sinibaldo Fieschi
Il palazzo Sinibaldo Fieschi, anche detto palazzo De Ferrari Fieschi, è un edificio storico italiano, sito in via San Lorenzo 17, nel centro storico di Genova. È uno dei Palazzi dei Rolli che furono designati, al tempo della Repubblica di Genova, a ospitare gli ospiti di alto rango durante le visite di stato per conto del governo genovese.
Dal 1964 è sottoposto a vincolo di tutela da parte della soprintendenza.

## Storia e descrizione
Associato spesso al celebre Vincenzo Scamozzi, per un progetto non realizzato ma illustrato nel suo Dell'idea dell'architettura universale, questo palazzo, completato da Bartolomeo Massone per Sinibaldo Fieschi nel 1618, compariva già nel rollo del 1614. La famiglia Negrone ne acquisì la proprietà nel XVIII secolo e la passò poi ai De Mari.
Il piccolo atrio collegato direttamente al cortile crea un effetto di grande trasparenza, dalla strada al cuore del palazzo. Da qui parte lo scalone che, con volte decorate a stucchi, serve ancora tre dei sei piani oggi ripartiti in circa venti appartamenti.
Maestosa è la facciata che, prospettando sulla piazza della cattedrale di San Lorenzo, fu arricchita da quadrature in rilievo e da un rivestimento a fasce bicrome, proprio delle case medievali, oltre che da un imponente portale. I mascheroni posti sopra le finestre richiamano quelli di palazzo Doria-Tursi in Via Garibaldi, sede del municipio genovese.
L'arretramento della facciata per la nuova carrettiera ha tagliato la volta di un salotto con Aurora e Cefalo di Domenico Piola e Antonio Haffner, mentre l'altro del Piola era dedicato ad Apollo, Mercurio e le Muse.
Nel catasto del 1907, il palazzo risultava ancora di un proprietario unico, Pietro Elena.

## Galleria d'immagini

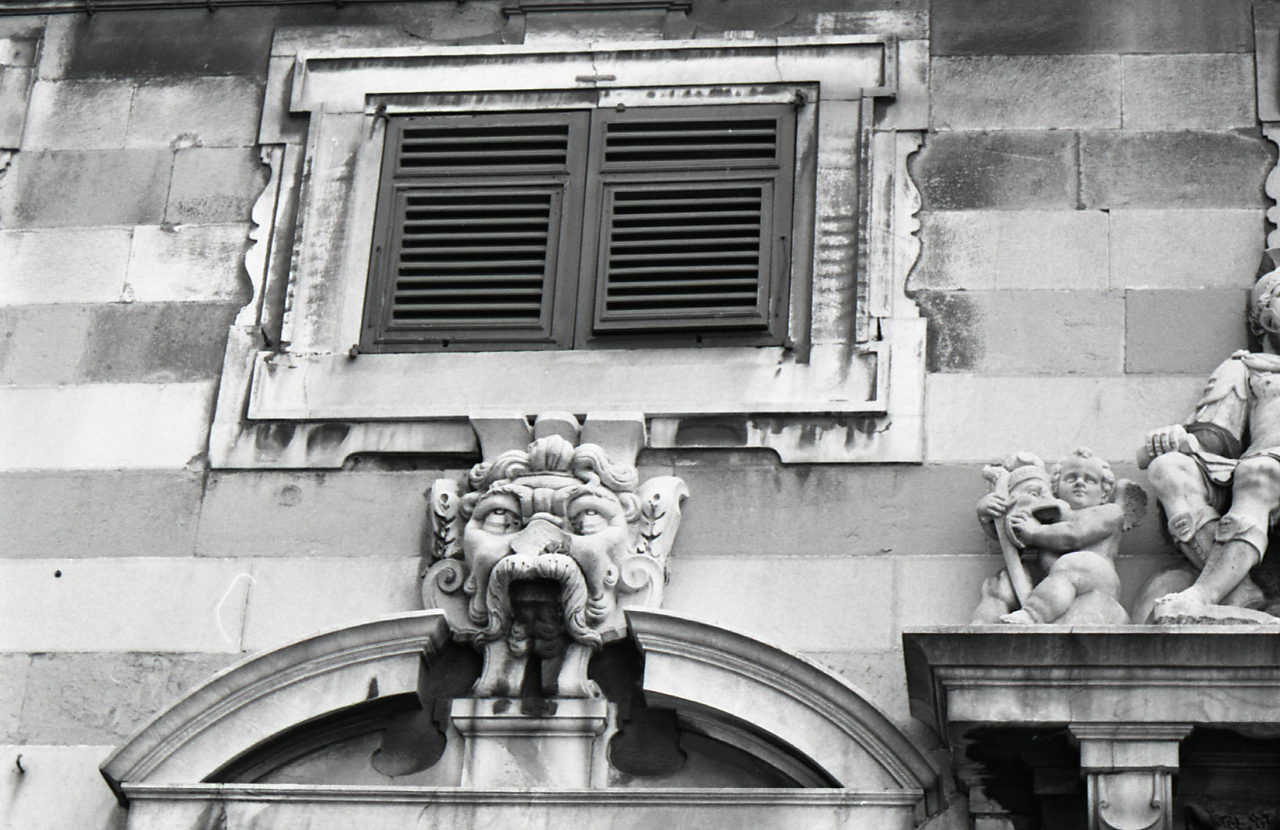
Dettaglio dei mascheroni dei timpani delle finestre del piano terreno
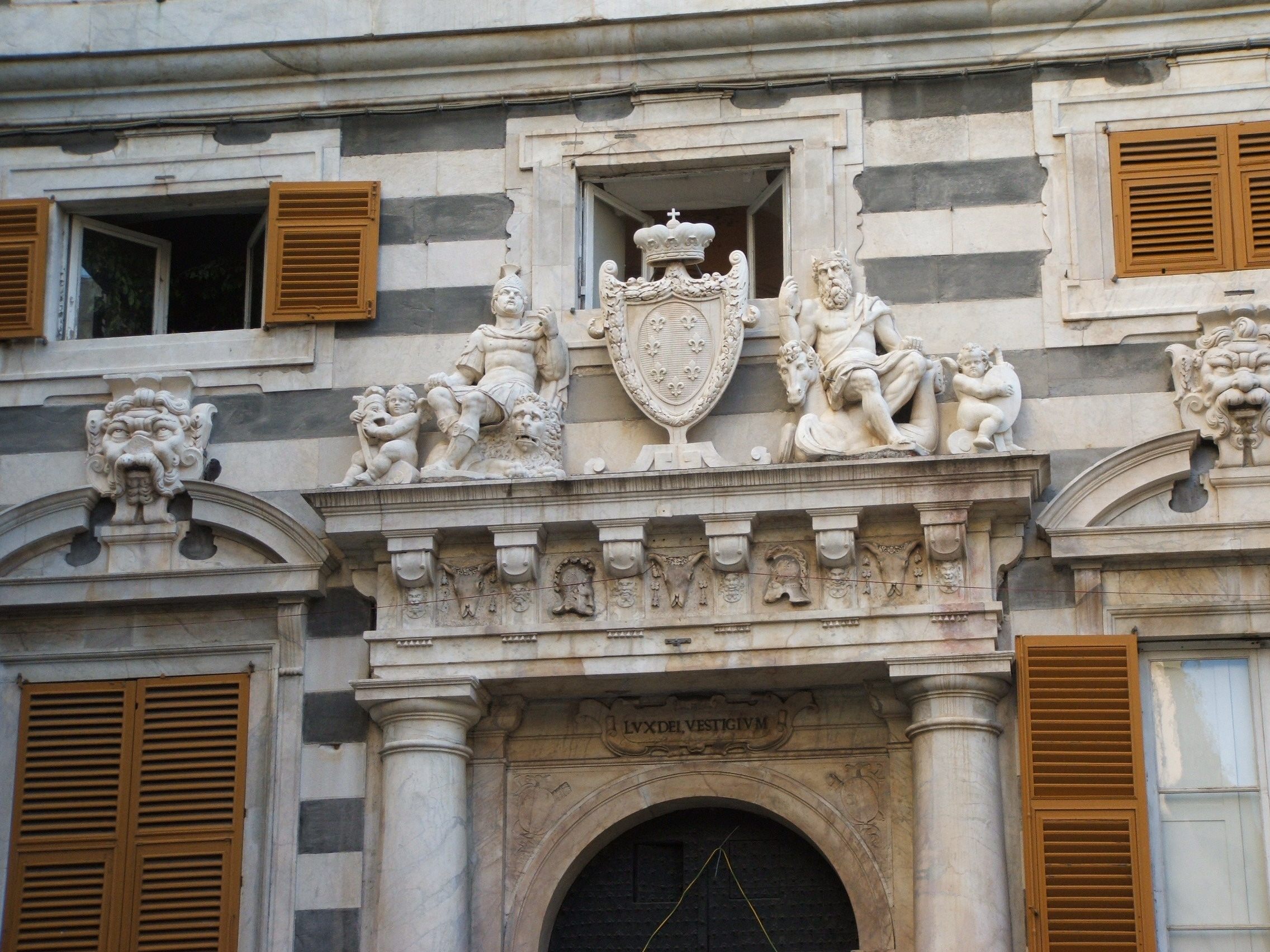
Particolare del portone
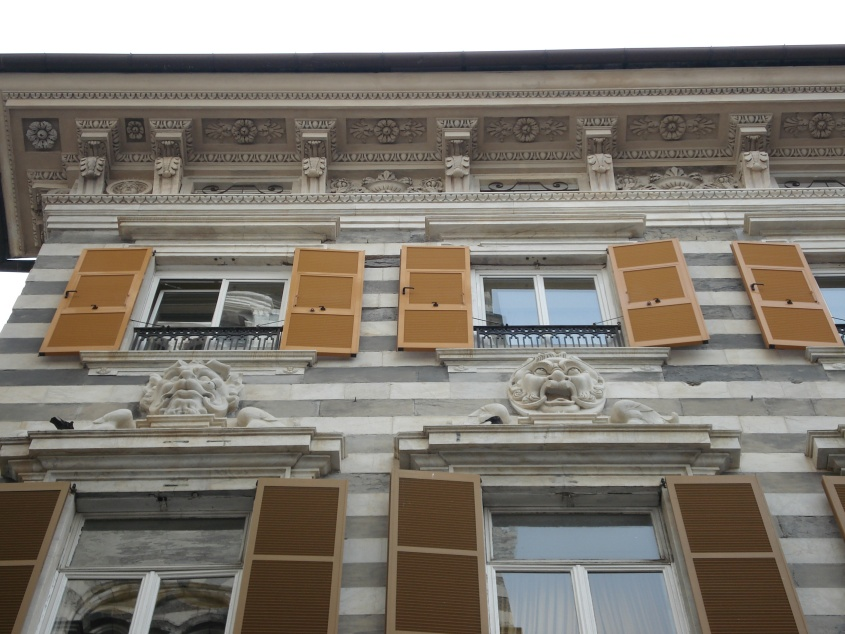
Particolare della facciata